# 冷氏宗祠
冷氏宗祠位于中国广西壮族自治区桂林市七星区朝阳乡冷家村南面村头，为村人奉直大夫冷时松于清乾隆二十六年（1761年）所建的宗祠。
该宗祠主祠共四进，每进有三开间，全深47米，宽14米，高约7米，整体为砖木结构，青砖灰瓦，门楼立有石柱，内楹为木柱，石制基础。每进之间有天井。每一进门头上曾悬挂有“皇恩旌表”、“文魁”、“亚元”、“进士”、“源远流长”、“锡类堂”等牌匾和孔子牌位，后进安置祖宗牌位。第三进横梁上书“大清乾隆贰拾陆年岁次辛巳嘉平月谷旦建”。墙壁间嵌有建祠者冷时松碑刻一件。主祠左侧为文昌祠，右侧为福寿祠，主祠现在尚存，左右两祠于文化大革命期间被毁，现仅存遗址。宗祠南面为冷时松墓。该宗祠是桂林市规模较大、保存较完整的一座宗祠。1984年公布为桂林市文物保护单位。1986年曾进行整修。